# Orsen (Floda socken, Dalarna)
Orsen är en sjö i Gagnefs kommun i Dalarna och ingår i Norrströms huvudavrinningsområde. Sjön har en area på 2,39 kvadratkilometer och ligger 249,1 meter över havet. Sjön avvattnas av vattendraget Norrboån (Tyrsån). Vid provfiske har abborre, gers och mört fångats i sjön.

## Delavrinningsområde
Orsen ingår i det delavrinningsområde (669394-143835) som SMHI kallar för Utloppet av Orsen. Medelhöjden är 280 meter över havet och ytan är 37,55 kvadratkilometer. Det finns inga avrinningsområden uppströms utan avrinningsområdet är högsta punkten. Norrboån (Tyrsån) som avvattnar avrinningsområdet har biflödesordning 4, vilket innebär att vattnet flödar genom totalt 4 vattendrag innan det når havet efter 306 kilometer. Avrinningsområdet består mestadels av skog (72 procent) och sankmarker (13 procent). Avrinningsområdet har 3,1 kvadratkilometer vattenytor vilket ger det en sjöprocent på 8,3 procent.